# 12631 Mariekebaan
12631 Mariekebaan este un asteroid din centura principală de asteroizi.

## Descriere
12631 Mariekebaan este un asteroid din centura principală de asteroizi. A fost descoperit pe 26 martie 1971 la Observatorul Palomar de Cornelis Johannes van Houten, Ingrid van Houten-Groeneveld și Tom Gehrels. Asteroidul prezintă o orbită caracterizată de o semiaxă mare de 2,99 ua, o excentricitate de 0,21 și o înclinație de 11,0° în raport cu ecliptica.